# Визит Владимира Путина в Монголию (2024)
Визит Владимира Путина в Монголию в 2024 году состоялся 2-3 сентября 2024 года и был приурочен к 85-й годовщине совместной победы советских и монгольских войск над японскими вооружёнными силами на Халхин-Голе. Это первый визит президента Путина в страну, являющуюся членом МУС и ратифицировавшую Римский статут, после выпуска ордера на арест.

## Контекст визита
Визит Владимира Путина был приурочен к 85-й годовщине совместной победы советских и монгольских войск над японскими вооружёнными силами на Халхин-Голе.
Путин в интервью монгольской газете «Оноодор» заявил об интересе России к развитию трехсторонних отношений России, Монголии и Китая. Среди планов поездки назывались обсуждение проекта реконструкции ТЭЦ-3 Улан-Батора, сотрудничество в области поставок нефтепродуктов и авиатоплива, а также строительство газопровода «Союз-Восток», являющегося продолжением магистрали «Сила Сибири-2».
Ранее СМИ сообщали, Монголия исключила газопровод из приоритетного плана национального развития до 2028 года.
Визит стал первым посещением Путина страны, являющейся членом МУС и ратифицировавшей Римский статут, после выпуска ордера на арест. Монголия объяснила отказ от ареста по ордеру нейтральным статусом и высокой степенью экономической зависимости от соседних стран. Украина раскритиковала отказ Монголии от ареста и назвала его серьёзным ударом по системе уголовного права.

## Ход визита
Российскому президенту устроили торжественный приём в Международном аэропорту «Чингисхан», где его встречал почётный караул.
3 сентября утром Владимир Путин прибыл на переговоры с президентом Монголии Ухнаагийном Хурэлсухом. По этому поводу на площади Сухэ-Батора прошла торжественная церемония с почётным караулом и конной гвардией в мундирах, стилизованных под средневековье. Переговоры прошли в специальной юрте, расположенной внутри государственного дворца.
По заявлению пресс-службы Кремля переговоры были посвящены перспективам развития отношений между странами.
Президент России пригласил монгольского лидера на торжества в честь 80-летия Победы в Великой Отечественной войне в 2025 году, а также в Казань на саммит БРИКС в октябре 2024 года.
Он также заявил, что коммерческие расчеты между Россией и Монголией практически полностью осуществляются без использования долларов и евро и констатировал рост товарооборота между странами на 21 % в 2024 году.
По результатам встречи стороны подписали ряд документов: соглашения о сотрудничестве в области поставок нефтепродуктов, о разработке базового проекта реконструкции ТЭЦ-3 в Монголии, об обеспечении Монголии авиатопливом, о противодействии чуме, меморандум о сотрудничестве по сохранению озера Байкал.